# Cholín
Ignacio María Alcorta Hermoso de Ordorica (Tolosa, 13 de diciembre de 1906-Granada, 30 de noviembre de 1967), deportivamente conocido como Cholín, fue un futbolista internacional español entre las décadas de 1920 y 1940.
Fue con 127 goles el máximo goleador histórico de la Real Sociedad de Fútbol durante muchos años, hasta que se vio superado en los años 1980 por Roberto López Ufarte (129) y por Jesús María Satrústegui (162).

## Trayectoria

### Como jugador
Comenzó su carrera como futbolista en el equipo local, el Tolosa CF. En 1927 protagonizó un sonoro fichaje convirtiéndose en el primer tolosarra en fichar por la Real Sociedad de San Sebastián. Por aquel entonces existía una fuerte rivalidad entre Tolosa y la capital guipuzcoana y la afición de Tolosa se tomó muy mal que su paisano fichara por el equipo de la capital.
Entre 1927 y 1940 fue jugador de la Real Sociedad de Fútbol de San Sebastián. En este equipo estuvo 11 temporadas, jugó 206 partidos, marcó 136 goles y ganó dos campeonatos regionales. 
Con la Real Sociedad, Cholín se plantó en su primera temporada (1927-28) en la final del Campeonato de España que la Real Sociedad disputó sin éxito al Fútbol Club Barcelona. Cholín participó en los tres encuentros de la final. Aquel año acudió también a los Juegos Olímpicos de Ámsterdam 1928 donde debutó con la selección española de Fútbol.
En 1929 formó parte del histórico primer once de la Real Sociedad en la Liga española de fútbol y ganó su primer título, un Campeonato Regional de Guipúzcoa. Durante 7 temporadas Cholín jugó con la Real Sociedad en Primera división disputando 95 partidos y marcando 53 goles. Durante 3 de estas temporadas Cholín fue el máximo goleador del equipo. En la temporada 1930-31, la Real Sociedad obtuvo el tercer puesto en la Liga. Sin embargo, el equipo se fue debilitando y en 1935 descendió a Segunda división. Cholín siguió en el equipo una temporada más hasta que estalló la Guerra Civil.
Durante la guerra civil española (1936-39), Cholín luchó en el bando franquista enrolado en las filas del requeté carlista. Cholín se había destacado en los años anteriores como un notorio carlista, participando en mítines políticos y poniendo su fama como futbolista al servicio de esa ideología política.
Tras la guerra siguió ligado a la Real Sociedad durante un año más participando en la reconstrucción del equipo y jugando en la Segunda división durante la temporada 1939-40. En 1940 ficha por el Granada CF, otro equipo de la Segunda división española. Con el Granada vivirá el histórico ascenso de ese club por primera vez en su historia a la Primera división en 1941 y disputará la primera temporada de este club en la máxima categoría. Cholín formó parte del histórico once del Granada que debutó en Primera división ante el Celta de Vigo el 28 de septiembre de 1941. Aquella temporada, que el Granada logró la permanencia, Cholín jugó 6 partidos de Liga y marcó un solo gol, retirándose del fútbol con 36 años de edad.

### Como entrenador
Tras su retirada como jugador, Cholín comenzaría una carrera como entrenador de fútbol:
- Deportivo Alavés: 1942-43 y 1943-44 (en la Segunda división española).
- Granada CF: 1945-46, 1947-48, 1948-49, 1949-50, 1951-52 (en la Segunda división española).
- Real Jaén: 1950-51 (en la Tercera división española).

## Selección nacional
Fue internacional con la Selección nacional de fútbol de España en una ocasión, sin marcar ningún gol.
Su único partido fue en Ámsterdam el 4 de junio de 1928 durante los Juegos Olímpicos de Ámsterdam 1928. Se trató del partido de desempate entre España e Italia de cuartos de final del torneo. Italia se impuso a España por 7-1 y España fue eliminada del torneo.

## Clubes
| Club          | País   | Año       |
| ------------- | ------ | --------- |
| Tolosa CF     | España | 1927      |
| Real Sociedad | España | 1927-1940 |
| Granada CF    | España | 1940-1942 |

## Títulos

### Campeonatos regionales
| Título                                 | Club          | País   | Año  |
| -------------------------------------- | ------------- | ------ | ---- |
| Campeonato de Guipúzcoa                | Real Sociedad | España | 1929 |
| Campeonato de Guipúzcoa-Navarra-Aragón | Real Sociedad | España | 1933 |